# Te soñé de nuevo
«Te soñé de nuevo» es una canción del cantante portorriqueño Ozuna. Se lanzó el 6 de junio de 2019, a través de Sony Music Latin, como el tercer sencillo de su tercer álbum de estudio Nibiru. Alcanzó la posición dieciséis en la lista de Billboard Hot Latin Songs de Estados Unidos.

## Antecedentes y lanzamiento
Dos días después de estrenar el sencillo «Amor genuino», se estrenó el video musical de «Te soñé de nuevo». La pista se convirtió en el tercer sencillo del álbum Nibiru y fue divulgado el 6 de junio de 2019, a través de Sony Music Latin.

## Composición
El tema compuesto por el cantante junto Vicente Saavedra aborda en sus letras sobre los sueños que el protagonista tuvo con una chica que solo era su amiga, pero que al final, ambos se atraían. Fue llevado a cabo bajo la producción de Hi Music Hi Flow, DJ Luian, Mambo Kingz, Jowny Boom Boom y Hydro.

## Vídeo musical
El video musical de «Te soñé de nuevo» se estrenó el 6 de junio de 2019. El material audiovisual se grabó en Los Ángeles, California, en las montañas de Aspen, Colorado. Fue llevado a cabo bajo la dirección de Albizu Albikon. En el clip se ve al cantante mostrando una historia de viaje donde este demuestra su habilidad arriba de la tabla de snowboard. A marzo de 2020 cuenta con 159 millones de reproducciones.

## Recepción comercial
El tema alcanzó la posición dieciséis en la lista de Billboard Hot Latin Songs de Estados Unidos. «Te soñé de nuevo» alcanzó la posición dieciséis en las listas de sencillos de PROMUSICAE en España mientras que en Italia se ubicó en el número ochenta y siete.

## Posicionamiento en listas
| Listas (2019)                    | Mejor posición |
| -------------------------------- | -------------- |
| Argentina (Argentina Hot 100)    | 39             |
| España (PROMUSICAE)              | 18             |
| Estados Unidos (Hot Latin Songs) | 16             |
| Italia (FIMI)                    | 87             |

## Historial de lanzamiento
| País   | Fecha              | Formato                     | Discográfica            | Ref   |
| ------ | ------------------ | --------------------------- | ----------------------- | ----- |
| Varios | 6 de junio de 2019 | Descarga digital, Streaming | Aura Music y Sony Latin | [ 1 ] |